# Made You Look: una storia vera di capolavori falsi
Made You Look: una storia vera di capolavori falsi è un documentario del 2020 di Barry Avrich su un caso giudiziario di contraffazione di opere d'arte che coinvolse la galleria d'arte Knoedler.
È uno dei due documentari sull'argomento, insieme a Driven to Abstraction del 2019. Nel 2020 Yahoo! ha riferito che Melbar Entertainment Group stava lavorando a un adattamento cinematografico della storia.
Il film avrebbe dovuto essere presentato in anteprima all'Hot Docs Canadian International Documentary Festival del 2020, ma in seguito alla cancellazione del festival a causa della pandemia di COVID-19, è stato invece presentato su CBC Television come episodio della serie speciale Hot Docs at Home.